# Гарретт Стаффорд
Гарретт Стаффорд (англ. Garrett Stafford; 28 січня 1980, Лос-Анджелес, Каліфорнія) — американський хокеїст.

## Ігрова кар'єра
Стаффорд виступав два роки в юніорській лізі США до свого вступу в Університет Нью-Гемпшира. За університетську команду виступав чотири сезони, був помічником капітана.
9 грудня 2003 року як вільний агент уклав контракт з Сан-Хосе Шаркс, але всі три сезони провів у Американській хокейній лізі захищаючи кольори команд «Клівленд Беронс» та «Вустер Шаркс».
16 липня 2007 року як вільний агент уклав контракт з Детройт Ред-Вінгс, але знову виступає в командах АХЛ здебільшого за  фарм-клуб «Гранд Репідс Гріффінс». Свою першу гру в НХЛ Гарретт зіграв 23 лютого 2008 року, проти Ванкувер Канакс. 
3 липня 2008 року як вільний агент уклав контракт з Даллас Старс. 4 жовтня 2008 року Старс повертають захисника до «Гранд Репідс Гріффінс». У сезоні 2009-10 Гарретт виступає в АХЛ за фарм-клуб Далласу, «Техас Старс», якому допомагає дійти до фіналу Кубка Колдера, де поступились у фінальній серії «Герші Берс» 2:4.
3 липня 2010 року, Стаффорд укладає конракт як вільний агент з Фінікс Койотс з терміном на один рік.
23 жовтня 2011 року, Монреаль Канадієнс придбав Стаффорда в обмін на можливість обирати гравця в сьомому раунді Драфта НХЛ 2012 року.
Гарретт, як вільний агент укладає контракт з Вашингтон Кепіталс терміном на один рік до 2 липня 2012 року. Під час локауту 2012 року виступає за клуб АХЛ «Герші Берс». 2 квітня 2013 року, Стаффорд проданий у Едмонтон Ойлерс в обмін на Дані Бірса.
Загалом в НХЛ провів 7 ігор, та відзначився двома асистами.
В грудні 2013 року, Гарретт уклав контракт до кінця сезону 2013/2014 років зі швейцарським клубом Серветт-Женева у складі якого став переможцем Кубку Шпенглера.
У червні 2014 року, Стаффорд уклав контракт до кінці сезону 2014/2015 років з фінським клубом Ессят (СМ-ліга). Навесні 2015 завершив кар'єру гравця.